# Thessalos fils d'Héraclès
Pour les articles homonymes, voir Thessalos.
Dans la mythologie grecque, Thessalos (en grec ancien Θεσσαλός / Thessalós), fils d'Héraclès et de Chalciope, est roi de l'île de Cos.
Il est cité dans le Catalogue des vaisseaux, où ses deux fils, Phidippe et Antiphos, dirigent trente nefs de guerriers « de Nissyre, Crapathe, Casse, Kos et des îles Calydnes ».
Dans la tradition cyclique, Antiphos échoue en Thessalie lors du retour de Troie et donne à cette terre le nom de son père. Strabon, qui rapporte plusieurs mythes distincts sur l'origine du nom « Thessalie », cite notamment des « conquérants étrangers sortis d'Éphyre en Thesprotie et issus d'Antiphus et de Phidippe », nommant le pays d'après leur ancêtre. Il fait aussi de Thessalos le père de Nesson.